# 잼

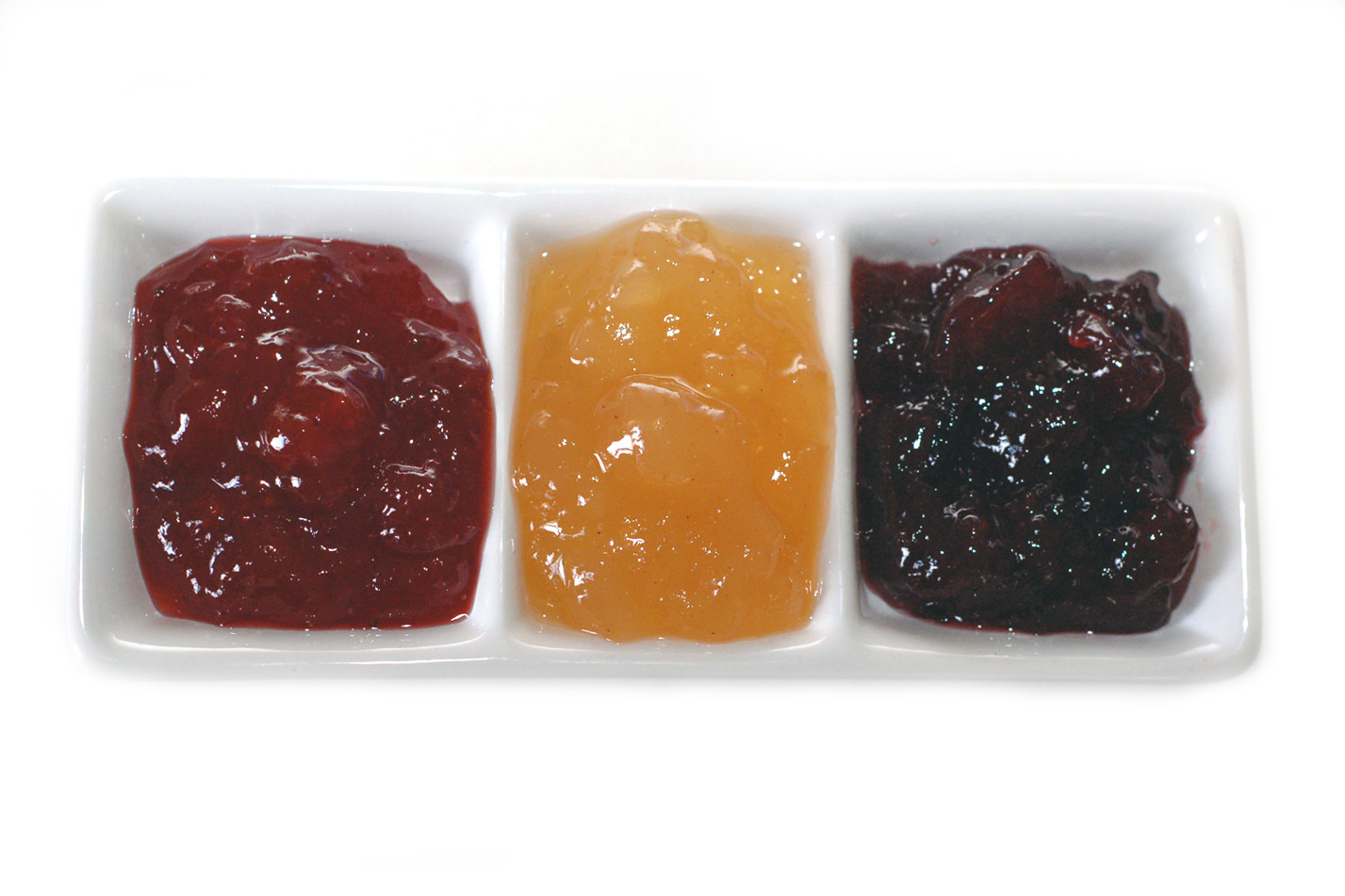
딸기잼, 마르멜루잼, 버찌잼

잼(영어: jam, 문화어: 단졸임)은 과일과 채소 따위를 설탕과 함께 졸인 음식이다. 잼에 사용되는 과일은 딸기, 복숭아, 오디, 사과, 살구, 무화과 등 다양하며, 빵, 와플, 과자 등에 발라서 먹는다.

## 기술
물을 추가하거나 추가하지 않고 잼을 만드는 몇 가지 기술이 있다. 한 가지 요인은 성분의 천연 펙틴 함량에 따라 달라진다. 딸기와 같은 낮은 펙틴 과일로 잼을 만들 때 오렌지와 같은 높은 펙틴 과일을 추가하거나 펙틴 분말, 구연산 또는 감귤 껍질 형태의 추가 펙틴을 추가할 수 있다. 종종 과일은 팬에서 부드럽게 가열되어 주스(및 펙틴)를 방출하며 때로는 설탕을 추가하기 전에 약간의 물을 추가한다. 또 다른 방법은 과일을 설탕에 밤새 담그고 이것을 시럽으로 만드는 것이다.

## 잼에 관한 사건 및 사고
- 일본 후생노동성, 수입식품 등 식품위생법 위반사례(9) - 프랑스산 블루베리잼[1]
- 캐나다 Delisse Fine Cuisine, 플라스틱 혼입된 잼류 회수[2]
- 독일 efko Frischfrucht- und Delikatessen GmbH사, 플라스틱 조각 함유 가능성으로 과일잼 회수[3]
- 영국 Pip & Nut, 알레르기 유발성분 땅콩 미표시된 코코넛 아몬드 버터 회수[4]
- 일본 주식회사 루피샤, 이물 혼입으로 잼류 자진회수[5]
- 미국 Ventura Foods LLC, 원료 미표시한 스프레드 회수[6]
- 미국 FDA, 인공감미료 과일젤리, 절임류 및 잼류 등에 관한 성상기준 폐지[7]
- 일본 주식회사 야오코, 고무 패킹 혼입 가능성으로 잼류 자진회수[8]
- 인도 스리나가르에서 홍수 피해 입은 잼 784병 압수[9]
- 주하이, 신자원식품 심사허가받지 않은 스위스산 과일잼 반송 처리[10]
- 일본산 유자잼에서 잔류농약 기준치 초과 검출[11]
- 인도네시아 자카르타, 유통기한 경과 및 불법 식품 수천 여 개 압수[12]

## 사진

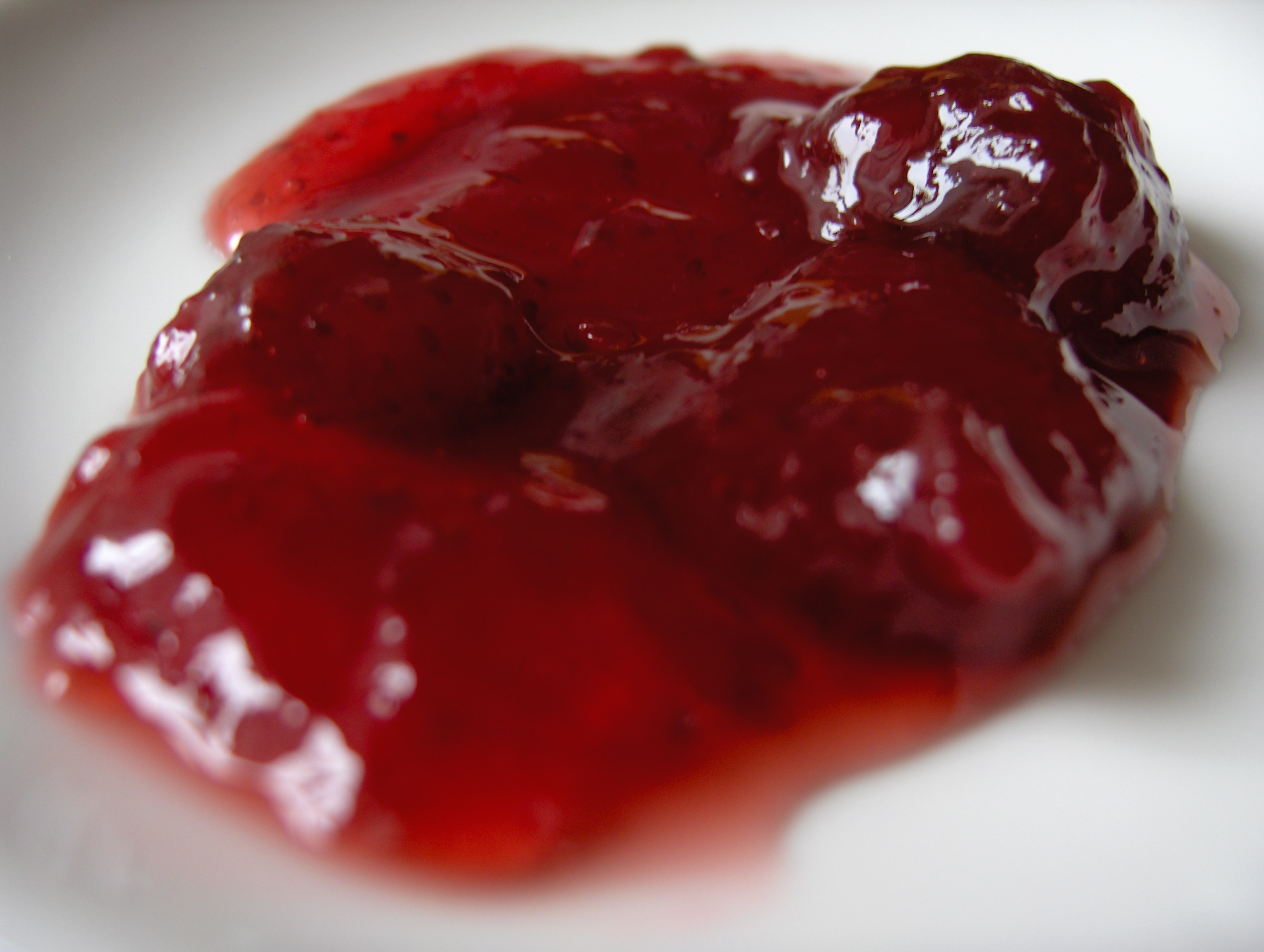
딸기잼
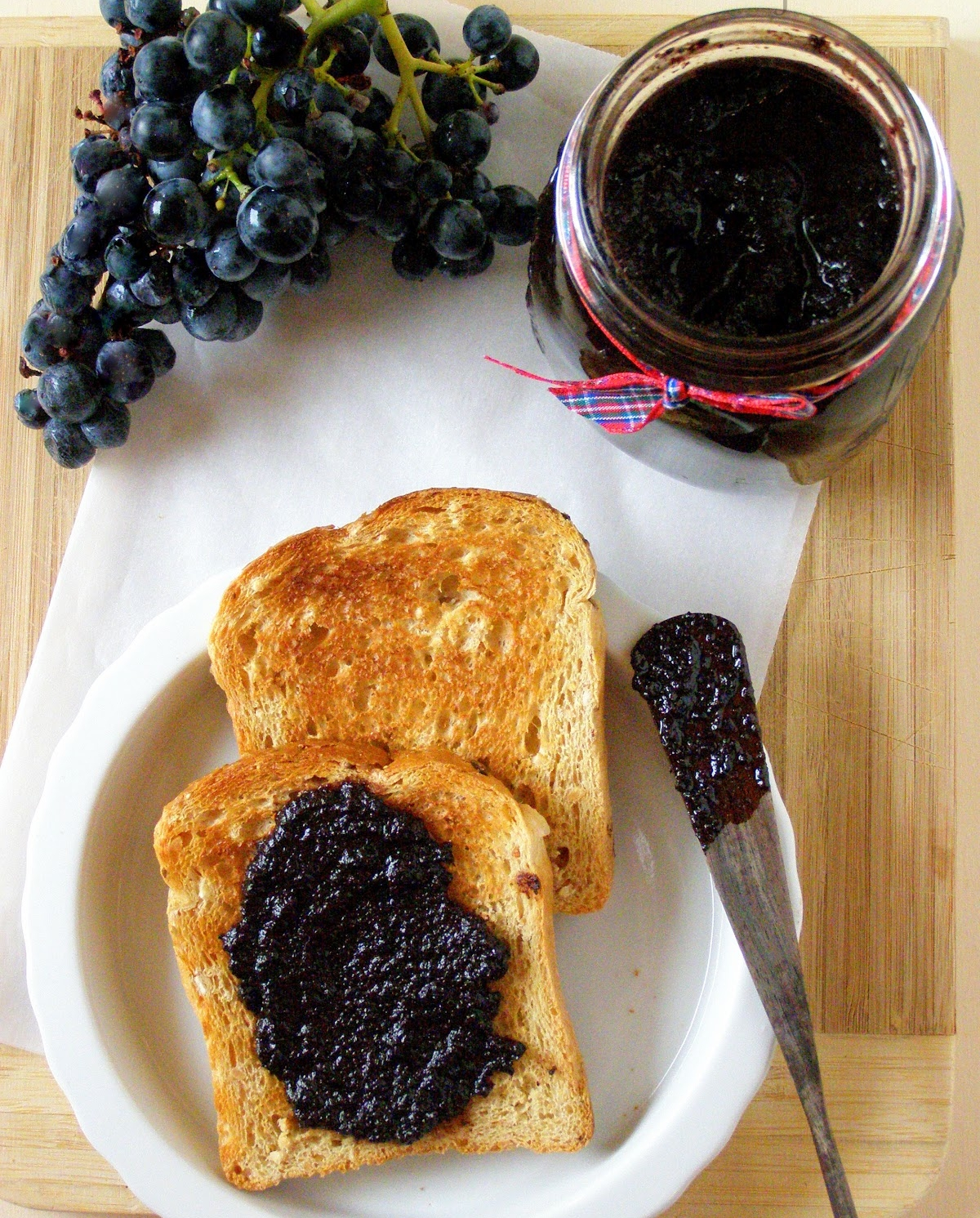
포도잼
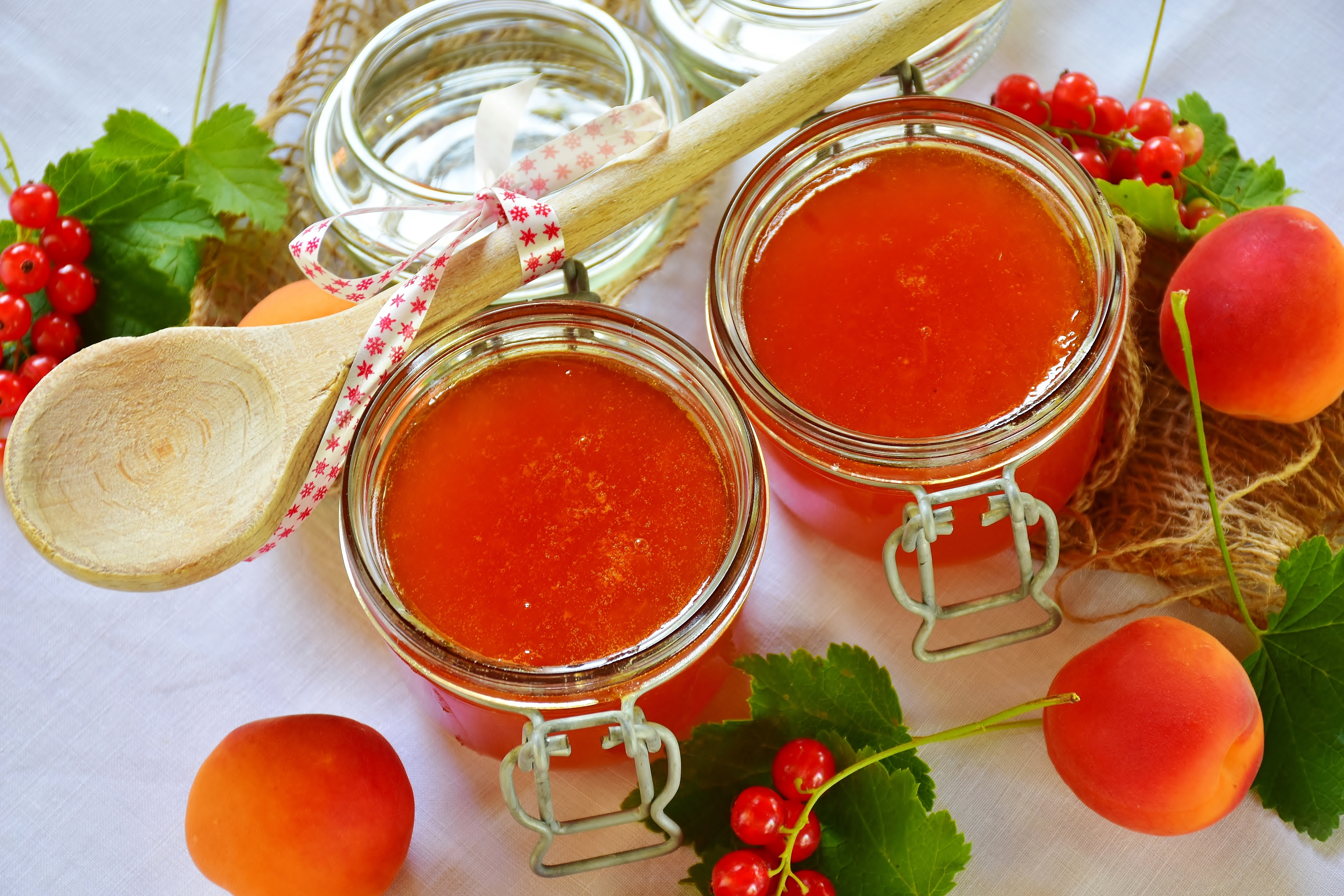
살구잼
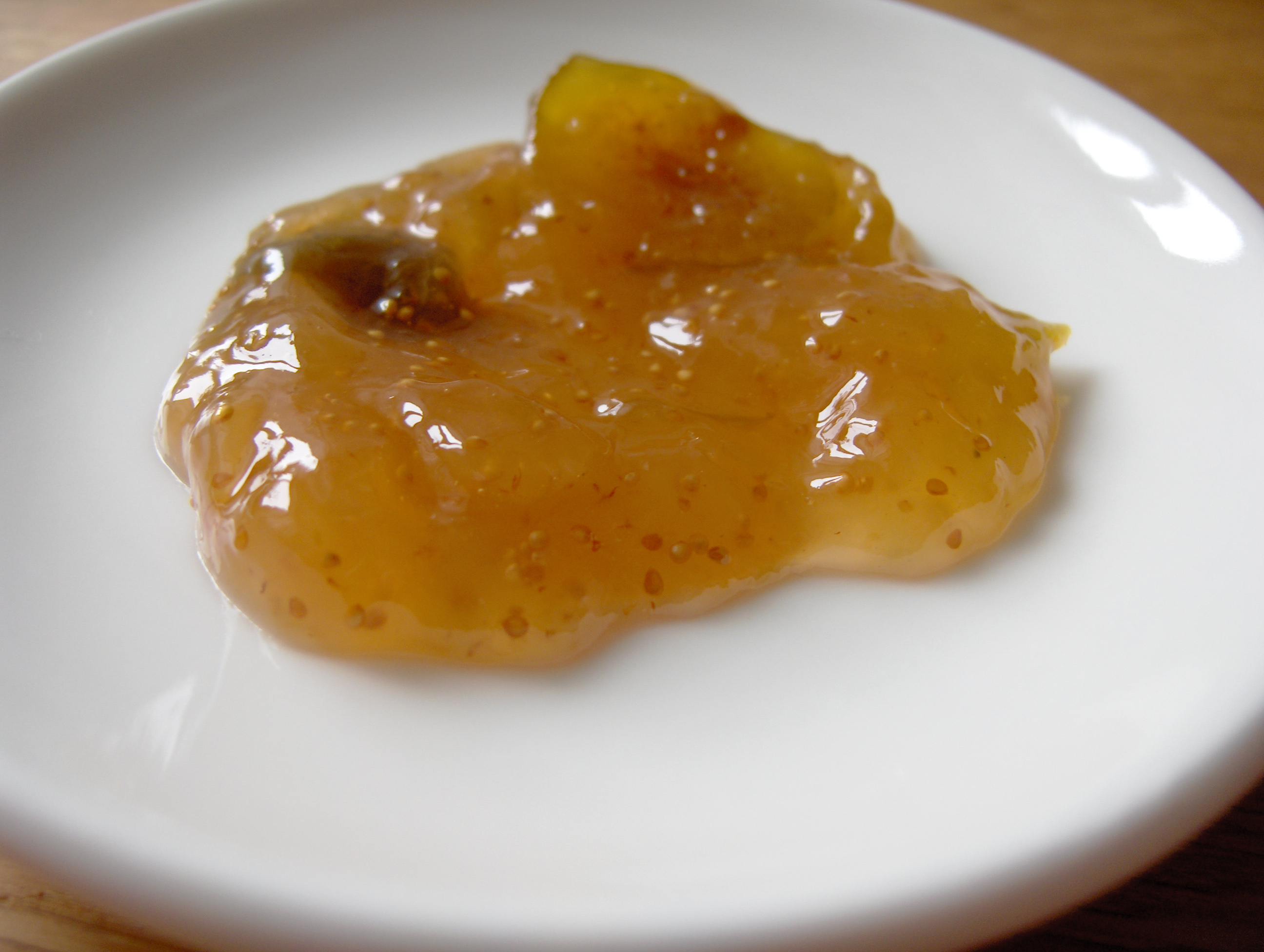
무화과잼
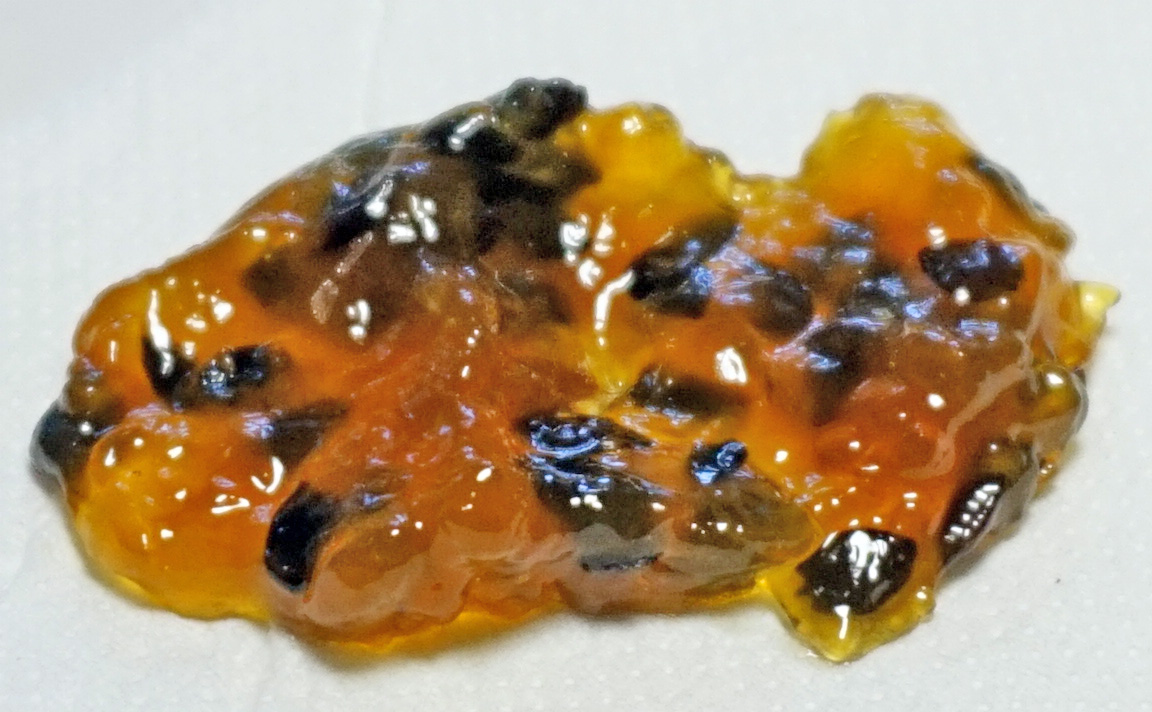
백향과잼
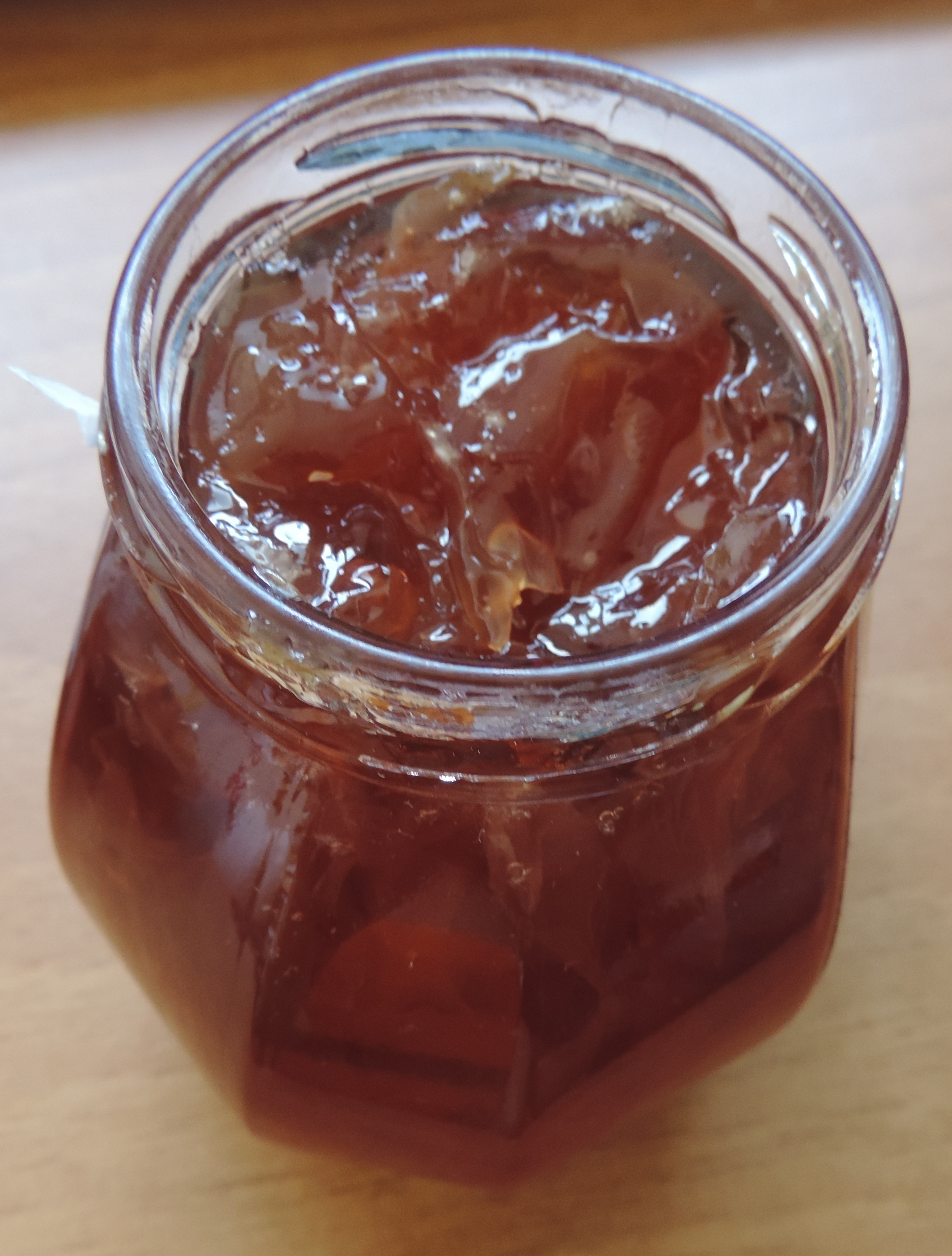
장미잼

## 같이 보기
- 마멀레이드
- 젤레
- 청
- 콘서브
- 콩피
- 프리저브